# Every Kingdom
Every Kingdom is het eerste studioalbum van de Britse singer-songwriter Ben Howard.
De cd verscheen op 7 oktober 2011 bij de platenmaatschappij Island Records.
Van dit album zijn de nummers "Old Pine", "The Wolves" en "Keep Your Head Up" als single uitgebracht.
De hoes van het album is geschoten op het Spaanse eiland Ibiza, waar de ouders van Howard wonen.

## Bezetting
- Ben Howard - zang. gitaar
- India Bourne - cello, basgitaar, zang
- Chris Bond - drums

## Hitnoteringen

### NederlandseAlbum Top 100
| Hitnotering (week 1 t/m 4): 15-10-2011 t/m 05-11-2011 Hitnotering (week 5 t/m 84): 19-11-2011 t/m 25-05-2013 Hitnotering (week 85 t/m 89): 17-08-2013 t/m 14-09-2013 Hitnotering (week 90 t/m 93): 28-09-2013 t/m 19-10-2013 Hitnotering (week 94): 02-11-2013 Hitnotering (week 95 t/m 107): 30-11-2013 t/m 22-02-2014 Hitnotering (week 107): 28-06-2014 Hitnotering (week 109): 16-08-2014 Hitnotering (week 110 t/m 113): 06-09-2014 t/m 27-09-2014 Hitnotering (week 114 t/m 115): 25-10-2014 t/m 01-11-2014 Hitnotering (week 116 t/m 117): 17-01-2015 t/m 24-01-2015 Hitnotering (week 118): 09-05-2015 Hitnotering (week 119 t/m 120): 23-05-2015 t/m 30-05-2015 | Hitnotering (week 1 t/m 4): 15-10-2011 t/m 05-11-2011 Hitnotering (week 5 t/m 84): 19-11-2011 t/m 25-05-2013 Hitnotering (week 85 t/m 89): 17-08-2013 t/m 14-09-2013 Hitnotering (week 90 t/m 93): 28-09-2013 t/m 19-10-2013 Hitnotering (week 94): 02-11-2013 Hitnotering (week 95 t/m 107): 30-11-2013 t/m 22-02-2014 Hitnotering (week 107): 28-06-2014 Hitnotering (week 109): 16-08-2014 Hitnotering (week 110 t/m 113): 06-09-2014 t/m 27-09-2014 Hitnotering (week 114 t/m 115): 25-10-2014 t/m 01-11-2014 Hitnotering (week 116 t/m 117): 17-01-2015 t/m 24-01-2015 Hitnotering (week 118): 09-05-2015 Hitnotering (week 119 t/m 120): 23-05-2015 t/m 30-05-2015 | Hitnotering (week 1 t/m 4): 15-10-2011 t/m 05-11-2011 Hitnotering (week 5 t/m 84): 19-11-2011 t/m 25-05-2013 Hitnotering (week 85 t/m 89): 17-08-2013 t/m 14-09-2013 Hitnotering (week 90 t/m 93): 28-09-2013 t/m 19-10-2013 Hitnotering (week 94): 02-11-2013 Hitnotering (week 95 t/m 107): 30-11-2013 t/m 22-02-2014 Hitnotering (week 107): 28-06-2014 Hitnotering (week 109): 16-08-2014 Hitnotering (week 110 t/m 113): 06-09-2014 t/m 27-09-2014 Hitnotering (week 114 t/m 115): 25-10-2014 t/m 01-11-2014 Hitnotering (week 116 t/m 117): 17-01-2015 t/m 24-01-2015 Hitnotering (week 118): 09-05-2015 Hitnotering (week 119 t/m 120): 23-05-2015 t/m 30-05-2015 | Hitnotering (week 1 t/m 4): 15-10-2011 t/m 05-11-2011 Hitnotering (week 5 t/m 84): 19-11-2011 t/m 25-05-2013 Hitnotering (week 85 t/m 89): 17-08-2013 t/m 14-09-2013 Hitnotering (week 90 t/m 93): 28-09-2013 t/m 19-10-2013 Hitnotering (week 94): 02-11-2013 Hitnotering (week 95 t/m 107): 30-11-2013 t/m 22-02-2014 Hitnotering (week 107): 28-06-2014 Hitnotering (week 109): 16-08-2014 Hitnotering (week 110 t/m 113): 06-09-2014 t/m 27-09-2014 Hitnotering (week 114 t/m 115): 25-10-2014 t/m 01-11-2014 Hitnotering (week 116 t/m 117): 17-01-2015 t/m 24-01-2015 Hitnotering (week 118): 09-05-2015 Hitnotering (week 119 t/m 120): 23-05-2015 t/m 30-05-2015 | Hitnotering (week 1 t/m 4): 15-10-2011 t/m 05-11-2011 Hitnotering (week 5 t/m 84): 19-11-2011 t/m 25-05-2013 Hitnotering (week 85 t/m 89): 17-08-2013 t/m 14-09-2013 Hitnotering (week 90 t/m 93): 28-09-2013 t/m 19-10-2013 Hitnotering (week 94): 02-11-2013 Hitnotering (week 95 t/m 107): 30-11-2013 t/m 22-02-2014 Hitnotering (week 107): 28-06-2014 Hitnotering (week 109): 16-08-2014 Hitnotering (week 110 t/m 113): 06-09-2014 t/m 27-09-2014 Hitnotering (week 114 t/m 115): 25-10-2014 t/m 01-11-2014 Hitnotering (week 116 t/m 117): 17-01-2015 t/m 24-01-2015 Hitnotering (week 118): 09-05-2015 Hitnotering (week 119 t/m 120): 23-05-2015 t/m 30-05-2015 | Hitnotering (week 1 t/m 4): 15-10-2011 t/m 05-11-2011 Hitnotering (week 5 t/m 84): 19-11-2011 t/m 25-05-2013 Hitnotering (week 85 t/m 89): 17-08-2013 t/m 14-09-2013 Hitnotering (week 90 t/m 93): 28-09-2013 t/m 19-10-2013 Hitnotering (week 94): 02-11-2013 Hitnotering (week 95 t/m 107): 30-11-2013 t/m 22-02-2014 Hitnotering (week 107): 28-06-2014 Hitnotering (week 109): 16-08-2014 Hitnotering (week 110 t/m 113): 06-09-2014 t/m 27-09-2014 Hitnotering (week 114 t/m 115): 25-10-2014 t/m 01-11-2014 Hitnotering (week 116 t/m 117): 17-01-2015 t/m 24-01-2015 Hitnotering (week 118): 09-05-2015 Hitnotering (week 119 t/m 120): 23-05-2015 t/m 30-05-2015 | Hitnotering (week 1 t/m 4): 15-10-2011 t/m 05-11-2011 Hitnotering (week 5 t/m 84): 19-11-2011 t/m 25-05-2013 Hitnotering (week 85 t/m 89): 17-08-2013 t/m 14-09-2013 Hitnotering (week 90 t/m 93): 28-09-2013 t/m 19-10-2013 Hitnotering (week 94): 02-11-2013 Hitnotering (week 95 t/m 107): 30-11-2013 t/m 22-02-2014 Hitnotering (week 107): 28-06-2014 Hitnotering (week 109): 16-08-2014 Hitnotering (week 110 t/m 113): 06-09-2014 t/m 27-09-2014 Hitnotering (week 114 t/m 115): 25-10-2014 t/m 01-11-2014 Hitnotering (week 116 t/m 117): 17-01-2015 t/m 24-01-2015 Hitnotering (week 118): 09-05-2015 Hitnotering (week 119 t/m 120): 23-05-2015 t/m 30-05-2015 | Hitnotering (week 1 t/m 4): 15-10-2011 t/m 05-11-2011 Hitnotering (week 5 t/m 84): 19-11-2011 t/m 25-05-2013 Hitnotering (week 85 t/m 89): 17-08-2013 t/m 14-09-2013 Hitnotering (week 90 t/m 93): 28-09-2013 t/m 19-10-2013 Hitnotering (week 94): 02-11-2013 Hitnotering (week 95 t/m 107): 30-11-2013 t/m 22-02-2014 Hitnotering (week 107): 28-06-2014 Hitnotering (week 109): 16-08-2014 Hitnotering (week 110 t/m 113): 06-09-2014 t/m 27-09-2014 Hitnotering (week 114 t/m 115): 25-10-2014 t/m 01-11-2014 Hitnotering (week 116 t/m 117): 17-01-2015 t/m 24-01-2015 Hitnotering (week 118): 09-05-2015 Hitnotering (week 119 t/m 120): 23-05-2015 t/m 30-05-2015 | Hitnotering (week 1 t/m 4): 15-10-2011 t/m 05-11-2011 Hitnotering (week 5 t/m 84): 19-11-2011 t/m 25-05-2013 Hitnotering (week 85 t/m 89): 17-08-2013 t/m 14-09-2013 Hitnotering (week 90 t/m 93): 28-09-2013 t/m 19-10-2013 Hitnotering (week 94): 02-11-2013 Hitnotering (week 95 t/m 107): 30-11-2013 t/m 22-02-2014 Hitnotering (week 107): 28-06-2014 Hitnotering (week 109): 16-08-2014 Hitnotering (week 110 t/m 113): 06-09-2014 t/m 27-09-2014 Hitnotering (week 114 t/m 115): 25-10-2014 t/m 01-11-2014 Hitnotering (week 116 t/m 117): 17-01-2015 t/m 24-01-2015 Hitnotering (week 118): 09-05-2015 Hitnotering (week 119 t/m 120): 23-05-2015 t/m 30-05-2015 | Hitnotering (week 1 t/m 4): 15-10-2011 t/m 05-11-2011 Hitnotering (week 5 t/m 84): 19-11-2011 t/m 25-05-2013 Hitnotering (week 85 t/m 89): 17-08-2013 t/m 14-09-2013 Hitnotering (week 90 t/m 93): 28-09-2013 t/m 19-10-2013 Hitnotering (week 94): 02-11-2013 Hitnotering (week 95 t/m 107): 30-11-2013 t/m 22-02-2014 Hitnotering (week 107): 28-06-2014 Hitnotering (week 109): 16-08-2014 Hitnotering (week 110 t/m 113): 06-09-2014 t/m 27-09-2014 Hitnotering (week 114 t/m 115): 25-10-2014 t/m 01-11-2014 Hitnotering (week 116 t/m 117): 17-01-2015 t/m 24-01-2015 Hitnotering (week 118): 09-05-2015 Hitnotering (week 119 t/m 120): 23-05-2015 t/m 30-05-2015 | Hitnotering (week 1 t/m 4): 15-10-2011 t/m 05-11-2011 Hitnotering (week 5 t/m 84): 19-11-2011 t/m 25-05-2013 Hitnotering (week 85 t/m 89): 17-08-2013 t/m 14-09-2013 Hitnotering (week 90 t/m 93): 28-09-2013 t/m 19-10-2013 Hitnotering (week 94): 02-11-2013 Hitnotering (week 95 t/m 107): 30-11-2013 t/m 22-02-2014 Hitnotering (week 107): 28-06-2014 Hitnotering (week 109): 16-08-2014 Hitnotering (week 110 t/m 113): 06-09-2014 t/m 27-09-2014 Hitnotering (week 114 t/m 115): 25-10-2014 t/m 01-11-2014 Hitnotering (week 116 t/m 117): 17-01-2015 t/m 24-01-2015 Hitnotering (week 118): 09-05-2015 Hitnotering (week 119 t/m 120): 23-05-2015 t/m 30-05-2015 | Hitnotering (week 1 t/m 4): 15-10-2011 t/m 05-11-2011 Hitnotering (week 5 t/m 84): 19-11-2011 t/m 25-05-2013 Hitnotering (week 85 t/m 89): 17-08-2013 t/m 14-09-2013 Hitnotering (week 90 t/m 93): 28-09-2013 t/m 19-10-2013 Hitnotering (week 94): 02-11-2013 Hitnotering (week 95 t/m 107): 30-11-2013 t/m 22-02-2014 Hitnotering (week 107): 28-06-2014 Hitnotering (week 109): 16-08-2014 Hitnotering (week 110 t/m 113): 06-09-2014 t/m 27-09-2014 Hitnotering (week 114 t/m 115): 25-10-2014 t/m 01-11-2014 Hitnotering (week 116 t/m 117): 17-01-2015 t/m 24-01-2015 Hitnotering (week 118): 09-05-2015 Hitnotering (week 119 t/m 120): 23-05-2015 t/m 30-05-2015 | Hitnotering (week 1 t/m 4): 15-10-2011 t/m 05-11-2011 Hitnotering (week 5 t/m 84): 19-11-2011 t/m 25-05-2013 Hitnotering (week 85 t/m 89): 17-08-2013 t/m 14-09-2013 Hitnotering (week 90 t/m 93): 28-09-2013 t/m 19-10-2013 Hitnotering (week 94): 02-11-2013 Hitnotering (week 95 t/m 107): 30-11-2013 t/m 22-02-2014 Hitnotering (week 107): 28-06-2014 Hitnotering (week 109): 16-08-2014 Hitnotering (week 110 t/m 113): 06-09-2014 t/m 27-09-2014 Hitnotering (week 114 t/m 115): 25-10-2014 t/m 01-11-2014 Hitnotering (week 116 t/m 117): 17-01-2015 t/m 24-01-2015 Hitnotering (week 118): 09-05-2015 Hitnotering (week 119 t/m 120): 23-05-2015 t/m 30-05-2015 | Hitnotering (week 1 t/m 4): 15-10-2011 t/m 05-11-2011 Hitnotering (week 5 t/m 84): 19-11-2011 t/m 25-05-2013 Hitnotering (week 85 t/m 89): 17-08-2013 t/m 14-09-2013 Hitnotering (week 90 t/m 93): 28-09-2013 t/m 19-10-2013 Hitnotering (week 94): 02-11-2013 Hitnotering (week 95 t/m 107): 30-11-2013 t/m 22-02-2014 Hitnotering (week 107): 28-06-2014 Hitnotering (week 109): 16-08-2014 Hitnotering (week 110 t/m 113): 06-09-2014 t/m 27-09-2014 Hitnotering (week 114 t/m 115): 25-10-2014 t/m 01-11-2014 Hitnotering (week 116 t/m 117): 17-01-2015 t/m 24-01-2015 Hitnotering (week 118): 09-05-2015 Hitnotering (week 119 t/m 120): 23-05-2015 t/m 30-05-2015 | Hitnotering (week 1 t/m 4): 15-10-2011 t/m 05-11-2011 Hitnotering (week 5 t/m 84): 19-11-2011 t/m 25-05-2013 Hitnotering (week 85 t/m 89): 17-08-2013 t/m 14-09-2013 Hitnotering (week 90 t/m 93): 28-09-2013 t/m 19-10-2013 Hitnotering (week 94): 02-11-2013 Hitnotering (week 95 t/m 107): 30-11-2013 t/m 22-02-2014 Hitnotering (week 107): 28-06-2014 Hitnotering (week 109): 16-08-2014 Hitnotering (week 110 t/m 113): 06-09-2014 t/m 27-09-2014 Hitnotering (week 114 t/m 115): 25-10-2014 t/m 01-11-2014 Hitnotering (week 116 t/m 117): 17-01-2015 t/m 24-01-2015 Hitnotering (week 118): 09-05-2015 Hitnotering (week 119 t/m 120): 23-05-2015 t/m 30-05-2015 | Hitnotering (week 1 t/m 4): 15-10-2011 t/m 05-11-2011 Hitnotering (week 5 t/m 84): 19-11-2011 t/m 25-05-2013 Hitnotering (week 85 t/m 89): 17-08-2013 t/m 14-09-2013 Hitnotering (week 90 t/m 93): 28-09-2013 t/m 19-10-2013 Hitnotering (week 94): 02-11-2013 Hitnotering (week 95 t/m 107): 30-11-2013 t/m 22-02-2014 Hitnotering (week 107): 28-06-2014 Hitnotering (week 109): 16-08-2014 Hitnotering (week 110 t/m 113): 06-09-2014 t/m 27-09-2014 Hitnotering (week 114 t/m 115): 25-10-2014 t/m 01-11-2014 Hitnotering (week 116 t/m 117): 17-01-2015 t/m 24-01-2015 Hitnotering (week 118): 09-05-2015 Hitnotering (week 119 t/m 120): 23-05-2015 t/m 30-05-2015 | Hitnotering (week 1 t/m 4): 15-10-2011 t/m 05-11-2011 Hitnotering (week 5 t/m 84): 19-11-2011 t/m 25-05-2013 Hitnotering (week 85 t/m 89): 17-08-2013 t/m 14-09-2013 Hitnotering (week 90 t/m 93): 28-09-2013 t/m 19-10-2013 Hitnotering (week 94): 02-11-2013 Hitnotering (week 95 t/m 107): 30-11-2013 t/m 22-02-2014 Hitnotering (week 107): 28-06-2014 Hitnotering (week 109): 16-08-2014 Hitnotering (week 110 t/m 113): 06-09-2014 t/m 27-09-2014 Hitnotering (week 114 t/m 115): 25-10-2014 t/m 01-11-2014 Hitnotering (week 116 t/m 117): 17-01-2015 t/m 24-01-2015 Hitnotering (week 118): 09-05-2015 Hitnotering (week 119 t/m 120): 23-05-2015 t/m 30-05-2015 | Hitnotering (week 1 t/m 4): 15-10-2011 t/m 05-11-2011 Hitnotering (week 5 t/m 84): 19-11-2011 t/m 25-05-2013 Hitnotering (week 85 t/m 89): 17-08-2013 t/m 14-09-2013 Hitnotering (week 90 t/m 93): 28-09-2013 t/m 19-10-2013 Hitnotering (week 94): 02-11-2013 Hitnotering (week 95 t/m 107): 30-11-2013 t/m 22-02-2014 Hitnotering (week 107): 28-06-2014 Hitnotering (week 109): 16-08-2014 Hitnotering (week 110 t/m 113): 06-09-2014 t/m 27-09-2014 Hitnotering (week 114 t/m 115): 25-10-2014 t/m 01-11-2014 Hitnotering (week 116 t/m 117): 17-01-2015 t/m 24-01-2015 Hitnotering (week 118): 09-05-2015 Hitnotering (week 119 t/m 120): 23-05-2015 t/m 30-05-2015 | Hitnotering (week 1 t/m 4): 15-10-2011 t/m 05-11-2011 Hitnotering (week 5 t/m 84): 19-11-2011 t/m 25-05-2013 Hitnotering (week 85 t/m 89): 17-08-2013 t/m 14-09-2013 Hitnotering (week 90 t/m 93): 28-09-2013 t/m 19-10-2013 Hitnotering (week 94): 02-11-2013 Hitnotering (week 95 t/m 107): 30-11-2013 t/m 22-02-2014 Hitnotering (week 107): 28-06-2014 Hitnotering (week 109): 16-08-2014 Hitnotering (week 110 t/m 113): 06-09-2014 t/m 27-09-2014 Hitnotering (week 114 t/m 115): 25-10-2014 t/m 01-11-2014 Hitnotering (week 116 t/m 117): 17-01-2015 t/m 24-01-2015 Hitnotering (week 118): 09-05-2015 Hitnotering (week 119 t/m 120): 23-05-2015 t/m 30-05-2015 | Hitnotering (week 1 t/m 4): 15-10-2011 t/m 05-11-2011 Hitnotering (week 5 t/m 84): 19-11-2011 t/m 25-05-2013 Hitnotering (week 85 t/m 89): 17-08-2013 t/m 14-09-2013 Hitnotering (week 90 t/m 93): 28-09-2013 t/m 19-10-2013 Hitnotering (week 94): 02-11-2013 Hitnotering (week 95 t/m 107): 30-11-2013 t/m 22-02-2014 Hitnotering (week 107): 28-06-2014 Hitnotering (week 109): 16-08-2014 Hitnotering (week 110 t/m 113): 06-09-2014 t/m 27-09-2014 Hitnotering (week 114 t/m 115): 25-10-2014 t/m 01-11-2014 Hitnotering (week 116 t/m 117): 17-01-2015 t/m 24-01-2015 Hitnotering (week 118): 09-05-2015 Hitnotering (week 119 t/m 120): 23-05-2015 t/m 30-05-2015 |
| Week: | 1 | 2 | 3 | 4 | | 5 | 6 | 7 | 8 | 9 | 10 | 11 | 12 | 13 | 14 | 15 | 16 | 17 | 18 |
| --- | --- | --- | --- | --- | --- | --- | --- | --- | --- | --- | --- | --- | --- | --- | --- | --- | --- | --- | --- |
| Positie: | 46 | 54 | 73 | 81 | uit | 78 | 62 | 87 | 69 | 73 | 86 | 86 | 65 | 54 | 44 | 47 | 54 | 60 | 54 |
| Week: | 19 | 20 | 21 | 22 | 23 | 24 | 25 | 26 | 27 | 28 | 29 | 30 | 31 | 32 | 33 | 34 | 35 | 36 | 37 |
| Positie: | 63 | 56 | 51 | 51 | 52 | 59 | 54 | 47 | 12 | 27 | 25 | 34 | 40 | 27 | 8 | 6 | 13 | 8 | 7 |
| Week: | 38 | 39 | 40 | 41 | 42 | 43 | 44 | 45 | 46 | 47 | 48 | 49 | 50 | 51 | 52 | 53 | 54 | 55 | 56 |
| Positie: | 5 | 7 | 3 | 8 | 2 | 3 | 2 | 3 | 6 | 8 | 14 | 12 | 18 | 28 | 24 | 27 | 20 | 26 | 23 |
| Week: | 57 | 58 | 59 | 60 | 61 | 62 | 63 | 64 | 65 | 66 | 67 | 68 | 69 | 70 | 71 | 72 | 73 | 74 | 75 |
| Positie: | 29 | 25 | 27 | 31 | 26 | 17 | 12 | 6 | 8 | 9 | 10 | 12 | 13 | 14 | 19 | 21 | 23 | 21 | 18 |
| Week: | 76 | 77 | 78 | 79 | 80 | 81 | 82 | 83 | 84 | | 85 | 86 | 87 | 88 | 89 | | 90 | 91 | 92 |
| Positie: | 21 | 22 | 35 | 43 | 43 | 50 | 46 | 49 | 53 | uit | 26 | 25 | 37 | 48 | 55 | uit | 87 | 88 | 79 |
| Week: | 93 | | 94 | | 95 | 96 | 97 | 98 | 99 | 100 | 101 | 102 | 103 | 104 | 105 | 106 | 107 | | 108 |
| Positie: | 81 | uit | 93 | uit | 97 | 91 | 95 | 97 | 86 | 76 | 64 | 73 | 55 | 79 | 90 | 78 | 93 | uit | 87 |
| Week: | | 109 | | 110 | 111 | 112 | 113 | | 114 | 115 | | 116 | 117 | | 118 | | 119 | 120 | |
| Positie: | uit | 85 | uit | 66 | 48 | 83 | 98 | uit | 79 | 66 | uit | 93 | 99 | uit | 99 | uit | 78 | 89 | uit |

### VlaamseUltratop 200Albums
| Hitnotering (week 1): 28-04-2012 Hitnotering (week 2 t/m 58): 12-05-2012 t/m 08-06-2013 Hitnotering (week 59): 22-06-2013 Hitnotering (week 60 t/m 86): 20-07-2013 t/m 18-01-2014 | Hitnotering (week 1): 28-04-2012 Hitnotering (week 2 t/m 58): 12-05-2012 t/m 08-06-2013 Hitnotering (week 59): 22-06-2013 Hitnotering (week 60 t/m 86): 20-07-2013 t/m 18-01-2014 | Hitnotering (week 1): 28-04-2012 Hitnotering (week 2 t/m 58): 12-05-2012 t/m 08-06-2013 Hitnotering (week 59): 22-06-2013 Hitnotering (week 60 t/m 86): 20-07-2013 t/m 18-01-2014 | Hitnotering (week 1): 28-04-2012 Hitnotering (week 2 t/m 58): 12-05-2012 t/m 08-06-2013 Hitnotering (week 59): 22-06-2013 Hitnotering (week 60 t/m 86): 20-07-2013 t/m 18-01-2014 | Hitnotering (week 1): 28-04-2012 Hitnotering (week 2 t/m 58): 12-05-2012 t/m 08-06-2013 Hitnotering (week 59): 22-06-2013 Hitnotering (week 60 t/m 86): 20-07-2013 t/m 18-01-2014 | Hitnotering (week 1): 28-04-2012 Hitnotering (week 2 t/m 58): 12-05-2012 t/m 08-06-2013 Hitnotering (week 59): 22-06-2013 Hitnotering (week 60 t/m 86): 20-07-2013 t/m 18-01-2014 | Hitnotering (week 1): 28-04-2012 Hitnotering (week 2 t/m 58): 12-05-2012 t/m 08-06-2013 Hitnotering (week 59): 22-06-2013 Hitnotering (week 60 t/m 86): 20-07-2013 t/m 18-01-2014 | Hitnotering (week 1): 28-04-2012 Hitnotering (week 2 t/m 58): 12-05-2012 t/m 08-06-2013 Hitnotering (week 59): 22-06-2013 Hitnotering (week 60 t/m 86): 20-07-2013 t/m 18-01-2014 | Hitnotering (week 1): 28-04-2012 Hitnotering (week 2 t/m 58): 12-05-2012 t/m 08-06-2013 Hitnotering (week 59): 22-06-2013 Hitnotering (week 60 t/m 86): 20-07-2013 t/m 18-01-2014 | Hitnotering (week 1): 28-04-2012 Hitnotering (week 2 t/m 58): 12-05-2012 t/m 08-06-2013 Hitnotering (week 59): 22-06-2013 Hitnotering (week 60 t/m 86): 20-07-2013 t/m 18-01-2014 | Hitnotering (week 1): 28-04-2012 Hitnotering (week 2 t/m 58): 12-05-2012 t/m 08-06-2013 Hitnotering (week 59): 22-06-2013 Hitnotering (week 60 t/m 86): 20-07-2013 t/m 18-01-2014 | Hitnotering (week 1): 28-04-2012 Hitnotering (week 2 t/m 58): 12-05-2012 t/m 08-06-2013 Hitnotering (week 59): 22-06-2013 Hitnotering (week 60 t/m 86): 20-07-2013 t/m 18-01-2014 | Hitnotering (week 1): 28-04-2012 Hitnotering (week 2 t/m 58): 12-05-2012 t/m 08-06-2013 Hitnotering (week 59): 22-06-2013 Hitnotering (week 60 t/m 86): 20-07-2013 t/m 18-01-2014 | Hitnotering (week 1): 28-04-2012 Hitnotering (week 2 t/m 58): 12-05-2012 t/m 08-06-2013 Hitnotering (week 59): 22-06-2013 Hitnotering (week 60 t/m 86): 20-07-2013 t/m 18-01-2014 | Hitnotering (week 1): 28-04-2012 Hitnotering (week 2 t/m 58): 12-05-2012 t/m 08-06-2013 Hitnotering (week 59): 22-06-2013 Hitnotering (week 60 t/m 86): 20-07-2013 t/m 18-01-2014 | Hitnotering (week 1): 28-04-2012 Hitnotering (week 2 t/m 58): 12-05-2012 t/m 08-06-2013 Hitnotering (week 59): 22-06-2013 Hitnotering (week 60 t/m 86): 20-07-2013 t/m 18-01-2014 |
| Week: | 1 | | 2 | 3 | 4 | 5 | 6 | 7 | 8 | 9 | 10 | 11 | 12 | 13 | 14 |
| --- | --- | --- | --- | --- | --- | --- | --- | --- | --- | --- | --- | --- | --- | --- | --- |
| Positie: | 67 | uit | 99 | 84 | 58 | 80 | 41 | 66 | 72 | 52 | 36 | 10 | 8 | 5 | 4 |
| Week: | 15 | 16 | 17 | 18 | 19 | 20 | 21 | 22 | 23 | 24 | 25 | 26 | 27 | 28 | 29 |
| Positie: | 4 | 2 | 7 | 4 | 4 | 7 | 7 | 17 | 16 | 18 | 20 | 13 | 25 | 32 | 31 |
| Week: | 30 | 31 | 32 | 33 | 34 | 35 | 36 | 37 | 38 | 39 | 40 | 41 | 42 | 43 | 44 |
| Positie: | 50 | 49 | 54 | 64 | 46 | 49 | 48 | 57 | 45 | 54 | 51 | 57 | 49 | 57 | 47 |
| Week: | 45 | 46 | 47 | 48 | 49 | 50 | 51 | 52 | 53 | 54 | 55 | 56 | 57 | 58 | |
| Positie: | 83 | 72 | 82 | 86 | 86 | 81 | 80 | 82 | 123 | 132 | 137 | 196 | 116 | 96 | uit |
| Week: | 59 | | 60 | 61 | 62 | 63 | 64 | 65 | 66 | 67 | 68 | 69 | 70 | 71 | 72 |
| Positie: | 144 | uit | 20 | 31 | 31 | 37 | 40 | 41 | 25 | 28 | 35 | 31 | 48 | 64 | 81 |
| Week: | 73 | 74 | 75 | 76 | 77 | 78 | 79 | 80 | 81 | 82 | 83 | 84 | 85 | 86 | |
| Positie: | 71 | 76 | 86 | 67 | 93 | 82 | 114 | 96 | 85 | 62 | 80 | 103 | 174 | 160 | uit |